# Paynton n.º 470
Paynton n.º 470 es un municipio rural canadiense situado en la provincia de Saskatchewan.

## Superficie
Paynton n.º 470 tiene una superficie de 588,62 km².

## Demografía
En 2021, tenía 238 habitantes, una densidad poblacional de 0,4 hab./km², y 127 viviendas.